# Katenace
Katenace je (bio)chemický proces, který je katalyzovaný topoizomerasou I, v jehož důsledku vzniká řetězcová struktura, nazývaná katenát. Při katenaci se vzájemně provlékne několik dvouřetězcových kružnicových molekul deoxyribonukleové kyseliny.